# Bailleul-Neuville
Bailleul-Neuville is een gemeente in het Franse departement Seine-Maritime (regio Normandië) en telt 163 inwoners (2005). De plaats maakt deel uit van het arrondissement Dieppe.

## Geografie
De oppervlakte van Bailleul-Neuville bedraagt 13,1 km², de bevolkingsdichtheid is 12,4 inwoners per km².
De onderstaande kaart toont de ligging van Bailleul-Neuville met de belangrijkste infrastructuur en aangrenzende gemeenten.

## Demografie
Onderstaande figuur toont het verloop van het inwonertal (bron: INSEE-tellingen).